# Ramsdellite
La ramsdellite è un minerale.